# Матилда фон Хоенлое-Йоринген
Фридерика Александрина Мария Матилда Катерина Шарлота Евгения Луиза фон Хоенлое-Йоринген (на немски: Mathilde zu Hohenlohe-Öhringen; Friederike Alexandrine Marie Mathilde Catherine Charlotte Eugenie Luise zu Hohenlohe-Oehringen; * 3 юли 1814, Йоринген; † 3 юни 1888, дворец Мирабел, Залцбург) е принцеса от Хоенлое-Йоринген и чрез женитба княгиня на Шварцбург-Зондерсхаузен.

## Биография
Тя е дъщеря на княз Август фон Хоенлое-Йоринген (1784 – 1853) и съпругата му херцогиня Луиза фон Вюртемберг (1789 – 1851), дъщеря на херцог Евгений Фридрих Франц фон Вюртемберг (1758 – 1822) и принцеса Луиза фон Щолберг-Гедерн (1764 – 1828).
Матилда се омъжва на 29 май 1835 г. в Йоринген за княз Гюнтер Фридрих Карл II фон Шварцбург-Зондерсхаузен (* 24 септември 1801; † 15 септември 1889), син на княз Гюнтер Фридрих Карл I фон Шварцбург-Зондерсхаузен (1760 – 1837) и принцеса Вилхелмина Фридерика Каролина фон Шварцбург-Рудолщат (1774 – 1854). Тя е втората му съпруга. Матилда е първо наследствена принцеса и малко след това на 19 август 1835 г. княгиня на това малко княжество. Те се развеждат на 5 май 1852 г. Той абдикира на 17 юли 1880 г. Матилда превръща княжеството на културен център.
Тя умира на 3 юни 1888 г. на 73 години в дворец Мирабел в Залцбург. Погребана е в „княжеската гробница“ в старото гробище в Арнщат.

## Деца
Матилда и Гютер Фридрих Карл имат две деца:
- Мария Паулина Каролина Луиза Вилхелмина Августа (* 14 юни 1837, Зондерсхаузен; † 21 април 1921, Райхенхал), неомъжена, няма деца
- Гюнтер Фридрих Карл Август Хуго (* 13 април 1837, Зондерсхаузен; † 25 ноември 1871, Зондерсхаузен), неженен, няма деца

## Галерия
- Княгиня Матилда фон Шварцбург-Зондерсхаузен
- Дворец Мирабел в Залцбург (ок. 1735)